# Alexander Varchenko
Alexander Nikolaevich Varchenko (em russo:  Александр Николаевич Варченко; Krasnodar, União Soviética, 9 de fevereiro de 1949) é um matemático russo-estadunidense, que trabalha com topologia, geometria algébrica e física matemática.
Foi palestrante convidado do Congresso Internacional de Matemáticos em Vancouver (1974: Algebro-geometrical equisingularity and local topological classification of smooth mappings) e em Quioto (1990: Multidimensional hypergeometric functions in conformal field theory, algebraic K-theory, algebraic geometry).

## Obras
- com Arnold, Sabir Gusein-Zade: Singularities of Differentiable Maps, 2 Volumes, Birkhäuser 1985, 1988
- com Pavel Etingof: Why the boundary of a round drop becomes a curve of order four, American Mathematical Society 1992
- Multidimensional hypergeometric functions and representation theory of Lie algebras and quantum groups, World Scientific 1995
- com Vitaly Tarasov: Geometry of q-hypergeometric functions, quantum affine algebras and elliptic quantum groups, Paris, SMF 1997
- Special functions, KZ type equations, and representation theory, American Mathematical Society 2003